# Adrian Tam
Adrian Tam là một chính khách người Mỹ đến từ Hawaii và là thành viên đảng Dân chủ của Hạ viện Hawaii.

## Đầu đời
Adrian Tam sinh ra từ những người nhập cư từ Hồng Kông và Đài Loan. Cha của anh làm trợ lý cho một người thợ nháp, và mẹ anh làm việc bán hàng. Sau khi tốt nghiệp Trường Trung học Kalani, anh học lịch sử tại Đại học Bang Pennsylvania, và khi trở về Hawaii, bắt đầu làm việc cho công ty bất động sản của gia đình anh.

## Sự nghiệp chính trị
Tam đã làm việc cho Thượng viện Hawaii trước khi tranh cử vào chức vụ công vào năm 2020. Ông đã đánh bại đương nhiệm Tom Brower trong cuộc bầu cử sơ bộ của Đảng Dân chủ, sau đó giành chiến thắng trong cuộc tổng tuyển cử cho khu vực 22 của Hạ viện Hawaii trước ứng cử viên Đảng Cộng hòa Nicholas Ochs, người đã thu hút sự chú ý của giới truyền thông vì đã thành lập chương Hawaii của Proud Boys. Sau khi Tam ngồi vào chỗ, anh trở thành thành viên đồng tính công khai duy nhất của Cơ quan lập pháp Bang Hawaii.